# ミシェル・ライアン
ミシェル・ライアン（英語: Michelle Ryan、1984年4月22日 - ）は、イングランドの女優。

## 来歴
イングランド・グレーター・ロンドンのインフィールド・ロンドン特別区にて生まれ育った。
幼い頃より演技をはじめ、10歳の時に地元の演劇グループにその名を連ねた。彼女は、15歳の時に見出されてイギリスのテレビシリーズ『イーストエンダーズ』に2000年から2005年にかけてゾエ・スレーター役でレギュラー出演した。
2006年、イギリスの映画『フローズン・タイム』にスージー役で出演、同年、イギリスのテレビ映画『アガサ・クリスティー ミス・マープル2 親指のうずき』にローズ・ウォーター役で出演している。
2007年に放映されたNBCのリブートであるテレビシリーズ『バイオニック・ウーマン』において主演であるジェイミー・サマーズ役で、アメリカ合衆国の人々にも彼女の名が知られるようになった。
2008年、BBCのテレビシリーズ『魔術師 MERLIN』にニムエ役でいくたびか登場した。
2009年、BBCのテレビドラマ 『ドクター・フー』のエピソード「死の惑星」にて一度限りのコンパニオン、レディ・クリスティーナ・デ・スーザ役で出演。又、2018年や2021年において英国のオーディオドラマ制作会社であるBig Finish制作のスピンオフ・オーディオドラマ、Lady Christinaで主演として再び同役を演じた。
2012年、ホラーコメディ映画 『ロンドンゾンビ紀行』において主人公の従兄妹のケイティ役で出演した。

## 主な出演作品

### 映画
- フローズン・タイム Cashback (2006)
- アガサ・クリスティー ミス・マープル2 親指のうずき Marple : By the Pricking of My Thumbs (2006)
- アメリカン・キャンディー 俺たちの課外授業！ I Want Candy (2007)
- マンスフィールド・パーク Mansfield Park (2007)
- Flick (2008)
- 4.3.2.1 (2010)
- No Ordinary Trifle (2010)
- Cleanskin (2011)
- Girl Walks Into a Bar (2011)
- ロンドンゾンビ紀行 Cockneys vs Zombies（2012年）- ケイティ (東條加那子)
- アンドロン：ザ・ブラック・ラビリンス Andròn: The Black Labyrinth（2015年）- エレノア (行成とあ)

### テレビシリーズ
- イーストエンダーズ EastEnders (2000-2005) - ゾーイ・スレイター
- ワーストウイッチ The Worst Witch (2000)       - ドローレス
- Burnside (2000) - 生徒
- Comic Relief 2003: The Big Hair Do (2003)
- バイオニック・ウーマン Bionic Woman (2007)       -主演:ジェイミー・ソマーズ (魏涼子)
- ジキル Jekyll (2007) - キャサリン・ライマー
- 魔術師 MERLIN Merlin (2008) - ニムエ (岡寛恵)
- Mr Eleven (2009) - サズ・ペイリー
- ドクター・フー Doctor Who (2009) - レディ・クリスティーナ・デ・スーザ
- ヘヴィメタル・クロニクル  Métal Hurlant Chronicles (2012) - ジェン
- コバート・アフェア  Covert Affairs (2013) - ヘレン・ハンソン
- ミステリー in パラダイス  Death in Paradise (2014) - レクシー

### 声の仕事
- レディ・クリスティーナ  Lady Christina (2018-2021) - レディ・クリスティーナ・デ・スーザ